# Time Began with the Universe EP
Time Began with the Universe EP är en EP av trancegruppen Astral Projection som gavs ut 1996 på skivbolaget Matsuri Productions.

## Låtlista
1. "Time Began With the Universe (Another Time Mix)" - 8:46
2. "Time Began With the Universe (The End Of Time Mix)" - 7:38
3. "Time Began With the Universe (Original Mix)" - 8:20